# Wipotec
 (octobre 2018).
 (octobre 2018).

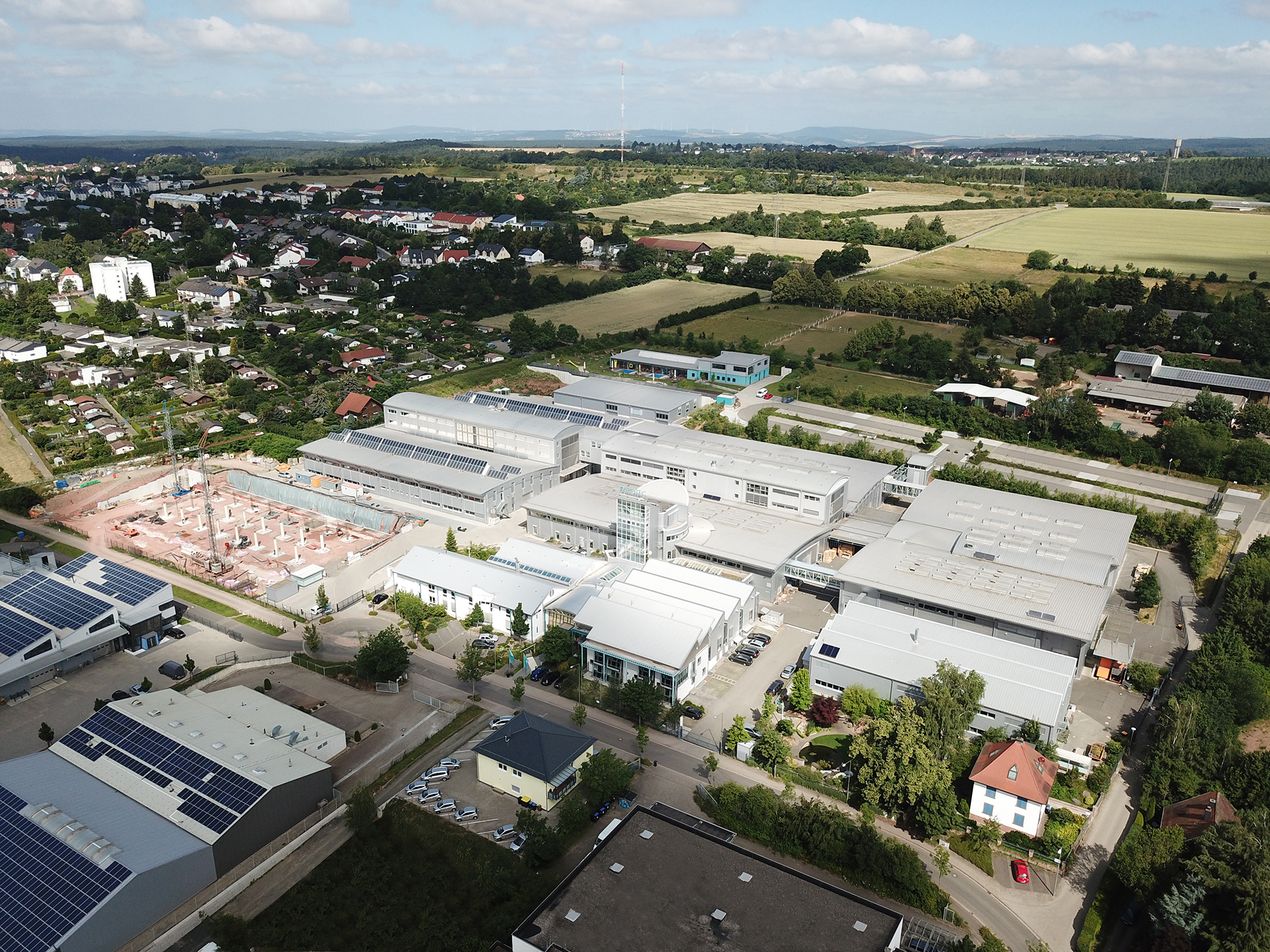
Vue aérienne du site de la société Wipotec

Le groupe Wipotec, géré par son fondateur et ayant son siège à Kaiserslautern, fait des systèmes intelligents de triage pondéral et d'inspection. Wipotec s'occupe de la fabrication et de l'intégration de cellules de pesage et de kits de pesage CEF (compensation électromagnétique des forces) ultra-rapides et ultra-précis et atteint un temps de stabilisation de 1 ms pour ces cellules et kits de pesage.
En fonction de la série, leur plage de mesure s'étend de 1 microgramme à 120 kilogrammes. De plus, le groupe Wipotec propose le pèse-lettre le plus rapide au monde.

## Portefeuille
Le groupe se compose de deux unités commerciales et de service mondiales Wipotec Weighing Technology et Wipotec-OCS, avec un total de 13 succursales et plus de 80 partenaires commerciaux. En tant que fabricant d'équipements d'origine, Wipotec Weighing Technology fabrique des cellules et kits de pesage.
La gamme de produits de Wipotec-OCS comprend des systèmes d'inspection de produits, telles que des trieuses pondérales dynamiques, des scanners à rayons X, des produits Track & Trace et des systèmes pour les secteurs CEP (courrier, express, paquets) et intralogistique. Le groupe Wipotec emploie plus de 1 000 salariés et a fait un chiffre d'affaires de 155 millions d'euros au cours de l'exercice 2017.

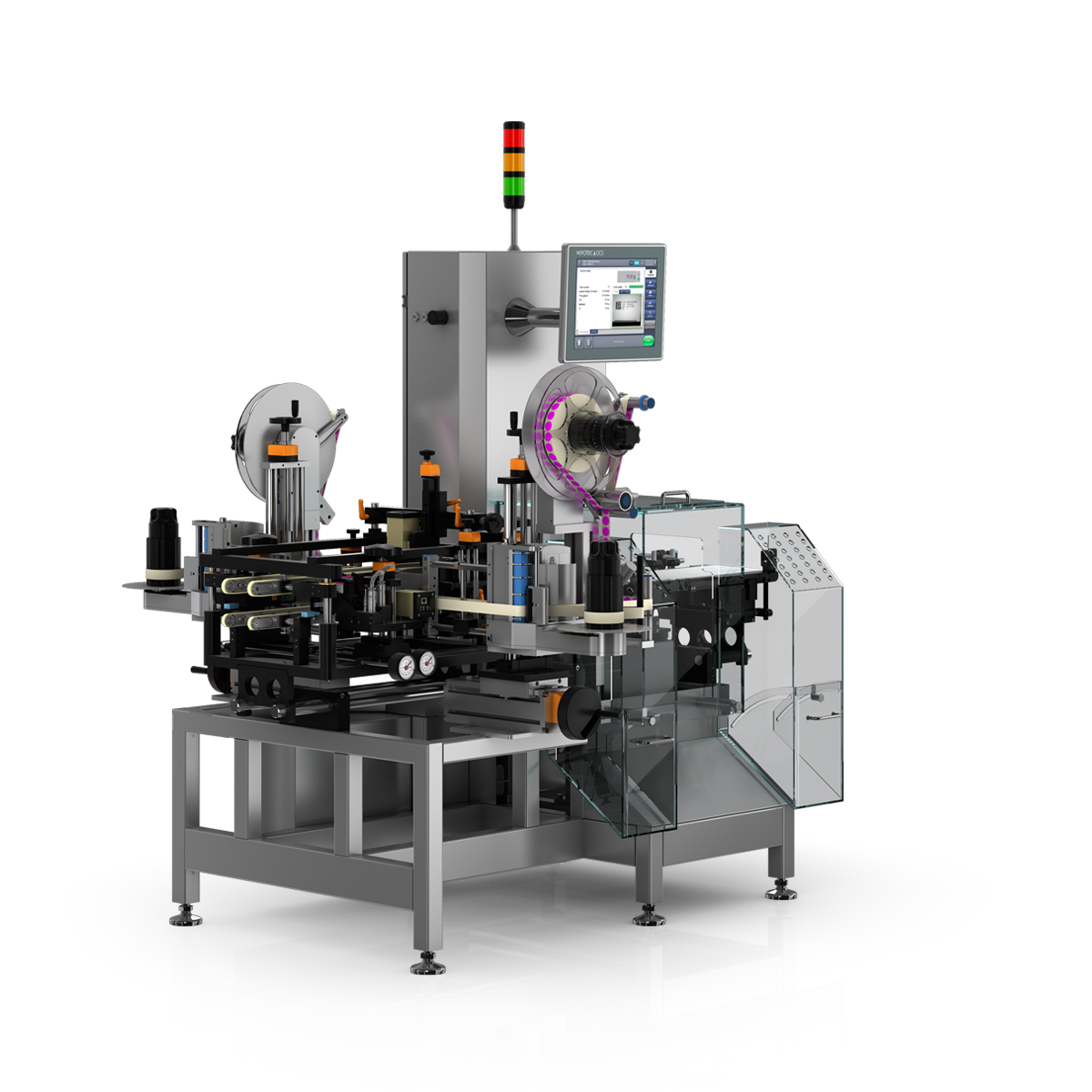
Machine de sérialisation TQS-HC-A avec témoin d'inviolabilité

## Implantations
Outre le siège à Kaiserslautern, Wipotec entretient cinq autres sites en Allemagne: Schwäbisch Hall, Aix-la-Chapelle, Dessau-Roßlau, Gröbenzell et Hildesheim. À l'international, le groupe est représenté sur huit autres sites: en Italie, au Royaume-Uni, en France, aux Pays-Bas, en Espagne, au Mexique, aux États-Unis et en Chine.

## Histoire
En 1988 la société a été fondée par Udo Wagner, Theo Düppre et Haigis Waagenbau sous le nom Wipotec Wiege- und Positioniersysteme GmbH (Wipotec Systèmes de pesage et de positionnement SARL) à Kaiserslautern. Les fondateurs ont attiré une première fois l'attention sur eux avec leur cellule de pesage monobloc. Ce composant principal nouvellement développé a permis à la technologie de pesage ultra-précise de faire son entrée dans l'industrie.
En 1996, la Poste américaine commande les premières balances dynamiques conçues et réalisées chez Wipotec. Un service interne d'enlèvement de copeaux est créé. Deux ans plus tard, une succursale commerciale est fondée aux États-Unis et en l'an 2000 le nombre de collaborateurs atteint 100 salariés.
En 1999, la gamme de produits est étendue à des balances double piste et à l'intégration de détecteurs de métaux. Jusqu'en 2011, Wipotec fonde d'autres succursales en Europe et aux États-Unis et élargit continuellement sa gamme de produits. Le chiffre d'affaires dépasse maintenant le seuil de 50 millions d'euros.
En 2016, l'intégration verticale dépasse les 85 % et l'entreprise fournit entre-temps des systèmes de triage pondéral et d'inspection à des clients internationaux de plus de huit industries cibles, dont les industries alimentaire, intralogistique, chimique et de la santé. Un autre point fort en développement est le marché des systèmes de sérialisation et de traçabilité pour éviter la falsification des médicaments. En 2018, l'entreprise fête ses 30 ans, enregistre plus de 1 000 collaborateurs et un chiffre d'affaires de 155 millions d'euros sur l'année précédente.

## Durabilité et engagement social
Wipotec alimente son site de production central à 80 % avec des sources d'énergie alternatives. Un plancher chauffant de plus de 18 000 m2 est alimenté en géothermie dans l'enceinte de l'entreprise. L'entreprise mise sur une mobilité énergétique en exploitant son propre parc solaire pour la production d'électricité.
Avec son programme « Talents Wipotec »  l'entreprise s'engage dans la promotion des talents. Il comprend le parrainage exclusif des cadres de la ligue fédérale des moins de 19 ans « Team WIPOTEC » de la fédération de cyclisme de Rhénanie-Palatinat, la promotion des élites par des bourses d'études en Allemagne et le financement de programmes scolaires MINT,.